# Combat Hospital
Combat Hospital è una serie televisiva canadese inglese sulla sanità militare in teatro d'operazioni, ideata da Jinder Oujla-Chalmers, Daniel Petrie Jr e Douglas Steinberg. È stata trasmessa dal 21 giugno al 6 settembre 2011 sull'emittente canadese Global. È stata cancellata il 16 dicembre 2011.
In Italia ha debuttato il 7 giugno 2012 sul canale satellitare Fox Life.

## Trama
La serie, ambientata nel 2006, segue le vite degli ufficiali medici, degli infermieri, e dei Combat medic canadesi e statunitensi che lavorano in un ospedale militare da campo canadese in Afghanistan durante la missione ISAF, che devono curare ogni giorno i soldati della NATO feriti durante gli scontri a fuoco che avvengono quotidianamente, e anche i civili.

## Episodi
| Stagione       | Episodi | Prima TV Canada | Prima TV Italia |
| -------------- | ------- | --------------- | --------------- |
| Prima stagione | 13      | 2011            | 2012            |